# پترا وسنفلدر
پترا وسنفلدر (انگلیسی: Petra Weschenfelder؛ زادهٔ ۲۲ آوریل ۱۹۶۴) بازیکن فوتبال است.
وی همچنین در تیم ملی فوتبال East Germany بازی کرده‌است.